# La vergine del Reno
La vergine del Reno (La vierge du Rhin) è un film del 1953 diretto da Gilles Grangier.
Fatto prigioniero per una vigliaccata, un uomo resta in Germania per anni, venendo dato per disperso. Decisosi a tornare in Francia per vendicarsi e riprendersi tutto quello che gli è stato tolto, trova che le cose sono ancora più complicate di come aveva immaginato. 

## Trama
Jacques Ledru, proprietario di una compagnia di navigazione sul Reno, viene dato per disperso nella seconda guerra mondiale, tanto che la moglie Geneviève si risposa con Maurice Labbé portando l'impresa verso la rovina.
Ledru in realtà è uscito vivo dalla prigionia in Germania e ora ha una nuova identità. Come Martin Schmidt prova ad imbarcarsi a Düsseldorf  su una delle sue chiatte per il trasporto del legname, "La Vergine del Reno", per raggiungere Strasburgo. Un caso fortunato e la simpatia della figlia del comandante del natante, gli permettono di salpare per tornare verso casa. Risulta subito evidente a tutti che il misterioso passeggero sia esperto di navigazione, mentre il macchinista Pietre cerca di indagare sul suo passato dicendosi convinto di averlo già visto.
Passato indenne alla dogana, sempre per abilità della giovane Maria Meister, attratta dal mistero che lo ammanta, Martin riesce ad avere sufficienti informazioni sulla moglie per prepararsi all'incontro con lei. Il macchinista Pietre, coinvolto in traffici illeciti, nella sosta a Mannheim avvisa il capo dell'arrivo di Ledru, del quale ormai ha svelato l'identità.
Giunti a destinazione, anche Maria scopre la vera identità di Martin e indaga con la storica segretaria della compagnia, Anna Berg, su cosa sia realmente successo in questi anni. Capito che Jacques vuole farsi giustizia sommariamente, Maria cerca di convincerlo a parlare con la fidata Anna. Dopo un tentativo di investimento, Jacques ritiene che la moglie, o il suo nuovo marito, o entrambi, siano al corrente del suo arrivo e lo vogliano morto, così raccoglie il suggerimento di Maria e si informa da Anna. Si scopre così come la compagnia sia stata spogliata e portata sull'orlo del precipizio.
Maria allora avvia un doppio gioco con il quale cerca di ingannare Jacques per ucciderlo e fuggire quindi con Maurice e la cassa. Jacques mangia la foglia e finge di stare ai patti con l'ex moglie, recandosi in realtà in anticipo all'appuntamento, potendo così assistere a una lite tra Geneviève e Maurice nella quale si svelano i loro intenti. Jacques esce allo scoperto e rivela all'ex moglie che la sua prigionia è stata causata dallo stesso Maurice la cui parabola assume un aspetto diverso anche agli occhi della sua complice. Lei prova ad uccidere Jacques e, a sorpresa, è proprio Maurice stavolta ad impedirlo. Jacques si accontenta di aver fatto chiarezza e si allontana, Maurice lo segue ma poi, perse le tracce, si ferma nel grande giardino. Qui qualcuno riprende l'arma e spara a Maurice uccidendolo.
Maria accusa Jacques, ufficialmente ancora disperso in guerra ma già chiaramente segnalato come vivo anche dalla polizia, che quindi si nasconde con la complicità di Maria e Anna. Jacques è convinto che a uccidere Maurice sia stata Geneviève e così decide di incontrarla. Nel faccia a faccia entrambi scoprono di essere convinti della colpevolezza dell'altro, fino a quando Jacques non mette insieme tutte le informazioni a disposizione scoprendo che Maurice doveva dei soldi al macchinista Pietre, per i loro traffici. Appare dunque chiaro che l'assassino sia stato quest'ultimo, che ha poi derubato la vittima del denaro che aveva sottratto alla compagnia per fuggire.
Prima che il battello riparta per la Germania, la polizia è allertata, e, grazie anche all'intervento dello stesso Jacques, incastra il vero assassino. Geneviève si defila in buon ordine senza pagare conseguenze, mentre la giovane Maria Meister ha conquistato il cuore del maturo Jacque Ledru, che ora, con la nuova compagna e l'aiuto della fedele segretaria, riprende in mano la sua impresa per rilanciarla.

## Produzione

### Cast
Nadia Gray, che interpreta Maria, la giovane che si innamora del protagonista, solo sette anni più tardi sarà protagonista di una commedia di Steno, Letto a tre piazze, in cui interpreta una donna curiosamente al centro di una contesa tra il suo secondo marito e il primo, dato per disperso e tornato dopo dieci anni dalla guerra, interpretati rispettivamente da Peppino De Filippo e Totò. 